# Ražanac
Ražanac je općina u Zadarskoj županiji u Hrvatskoj.

## Zemljopis
Ražanac je smješten na obalama Velebitskoga kanala u Sjevernoj Dalmaciji, 22 km sjeveroistočno od grada Zadra. Nalazi se na križištu županijske ceste Ž6007 Ražanac – Zadar (D407) i nerazvrstanih cesta.

## Povijest
Ime mjesta Ražanca prvi se put spominje 1332. godine u popisu dobara zadarskog plemića Vučine Martinušića. No brojni nalazi predmeta iz kamenog doba, veliki grobni humak iz ranog brončanog doba na položaju Šibenik, te arheološki neistraženi liburnski grobovi sjeverozapadno od mjesta, na lokalitetu Gajetovica, svjedoče o kontinuitetu naseljenja još od prethistorijskog doba. Najznačajniji ostaci liburnske kulture sačuvani su u Radovinu i na poluotoku Ljuba, na kojem su još vidljive umjetno stvorene forme brda Venac, pretvorenog u prirodnu utvrdu.
Premda značajniji ostaci iz rimskog doba za sada nisu dokumentirani, otkriće ranokršćanske dvojne bazilike u Podvršju svjedoči da je i tijekom kasne antike područje između dvaju plodnih polja ostalo centar naseljenosti. Pretpostavlja se da je negdje u blizini bazilike ranije postojao antički hram, od kojeg su pojedini dijelovi dospjeli u ziđe bazilike. Taj važan ranokršćanski spomenik nije preživio najezdu barbara. Zapaljen je i zapušten, a težište života preselilo se iz pitome udoline ponovo na poluotok Ljubu, strateški položaj koji je u tim nemirnim vremenima bilo lakše braniti.
Kastrum Ljuba je tijekom srednjeg vijeka postao značajna utvrda i u širim okvirima zadarske regije. Poslužio je kao sjedište najprije templarima, a zatim ivanovcima, da bi nakon mletačkog osvajanja Dalmacije početkom 15. stoljeća dospio u posjed zadarske plemićke porodice Matafar. U 15. stoljeću Ražanac je sjedište župe s crkvom Sv. Andrije, a zbog dominantnog položaja nad plodnom dolinom, te brojnih mlinova za brašno, postaje centar mikroregije kojem gravitiraju okolna mjesta. U to je vrijeme selo najvećim dijelom feudalni posjed zadarske plemićke porodice Carnarutis.
Dana 1. svibnja 1507. godine, zbog opasnosti od Turaka, ugovorili su predstavnici zadarskih plemićkih porodica čiji su se posjedi nalazili na području Ražanca s mještanima Ražanca i okolnih sela izgradnju utvrde na plitkom poluotoku uz more, na mjestu Pisak, u koju bi se u slučaju potrebe Ražančani mogli skloniti. Već 1510. godine utvrđenje je bilo dovršeno, a sastojalo se od dvije manje i jedne velike kule povezane zidom, koje su zatvarale prilaz poluotoku. S takvim je izgledom Ražanac ucrtan i na čuvenoj karti Sjeverne Dalmacije i Like što ju je tridesetih godina 16. stoljeća izradio M. Pagano. U težnji da budu što bliže sigurnom utočištu, mještani su se vremenom sasvim preselili s položaja uz crkvu Sv. Andrije na položaj uz utvrdu, to jest na mjesto gdje se selo i danas nalazi
Utvrde Ražanca zacijelo su dobro poslužile u obrani od napada Turaka u vrijeme Ciparskog rata, kada su pali Posedarje, Vinjerac i Poličnik, zatim ponovo za vrijeme Kandijskog rata 1645. godine, kada je vranski Halilbeg bez uspjeha napadao mjesto. No, 1646. godine, kada mu je u pomoć došao i bosanski paša Ibrahim s 20000 vojnika, uspio je zauzeti Ražanac, koji su branitelji sami zapalili. Ipak, kontinuitet naseljenja nije ni time prekinut. Tijekom čitavog razdoblja borbi s Turcima, Ražanac je služio kao utočište izbjeglicama iz okupiranih područja, što je dovelo i do demografskih promjena, pa je broj stanovnika ipak konstantno rastao. Kao jedina prava utvrda na području od Novigradskog mora do Ljubačkih vrata Ražanac je tijekom nemirnih vremena postao gravitacijski centar čitavog područja.
Sredinom 19. stoljeća podignuta je u Ražancu, na mjestu starije, monumentalna župna crkva neoromaničkih stilskih obilježja te 1856. godine posvećena Gospi od Ružarija. Godine 1880. Ražanac je imao 849 stanovnika, po čemu je bio najveće selo unutar tadašnje Ninske općine. Od 1945. do 1962. godine Ražanac je bio sjedište općine. Mjesto je dobilo školu 1865., vodovod 1913., struju 1960., a automatsku telefonsku centralu 1990. godine. Godine 1959. u mjestu je sagrađena tvornica za preradu plastike. Konačno, u Domovinskom ratu 1991/92. godine postao je Ražanac centrom organiziranja obrane, te prvim utočištem za prognanike iz susjednih okupiranih i razorenih mjesta. Od 1993. godine Ražanac je sjedište Općine Ražanac

## Stanovništvo
Općina ima 2940 stanovnika (po popisu stanovništva iz 2011. g.), od kojih u naselju Ražanac živi njih 943.
| broj stanovnika | 1289  | 1100  | 1413  | 1687  | 1843  | 2103  | 2590  | 2825  | 3618  | 3956  | 3966  | 3767  | 3287  | 3805  | 3107  | 2940  | 2746  |
|                 | 1857. | 1869. | 1880. | 1890. | 1900. | 1910. | 1921. | 1931. | 1948. | 1953. | 1961. | 1971. | 1981. | 1991. | 2001. | 2011. | 2021. |

| broj stanovnika | 806   | 839   | 552   | 711   | 812   | 935   | 1160  | 1854  | 1005  | 1081  | 1051  | 1039  | 867   | 1039  | 1002  | 943   | 883   |
|                 | 1857. | 1869. | 1880. | 1890. | 1900. | 1910. | 1921. | 1931. | 1948. | 1953. | 1961. | 1971. | 1981. | 1991. | 2001. | 2011. | 2021. |

## Uprava
Općini Ražanac pripadaju naselja: Jovići, Krneza, Ljubač, Radovin, Ražanac, Podvršje i Rtina.

## Gospodarstvo
Gospodarska osnova je tradicionalno poljodjelstvo, vinogradarstvo, ribarstvo, stočarstvo, obrada plastike, turizam (turistička zajednica, autokampovi, apartmani...), trgovina, ugostiteljstvo i obrti (autoprijevoz, stolarski, keramičarski, mesarski, pekarski...).
Ražanac je od davnina poznat po proizvodnji kvalitetnog domaćeg vina. Ražanac je općinsko središte sa svim institucijama koje stoje na usluzi građanima; osnovna škola, privatne ordinacije opće i stomatološke medicine, ljekarna, općinski ured, poštanski ured, ispostava Hrvatske elektroprivrede.

## Poznate osobe
- Juraj Baraković – obitelj Baraković živjela je u Plemićima ispod liburnske gradine Venac. Bili su veleposjednici u selima: Plemići, Brusi i Oštri Rat. Iz te obitelji potječe naš znameniti i jedan od najstarijih pjesnika iz 16. i s početka 17. st. Juraj Baraković (1548. – 1628.).

- Vladislav Cvitanović, koji je bio župnik Ražanca od 1934. – 1937. g., piše: "Baraković Juraj, kanonik, rođ. 1548. u Plemićima, zaselak Ražanca, današnja Rtina. Majka mu je Zadranka. Otac Jurin poveo je svoju ženu na svoje imanje u Plemićima, gdje se rodio Juraj g. 1548.

- Jerko Rukavina Vidovgradski, knez ražanački[5]

- Vladislav Cvitanović, glagoljaš, istraživač svog kraja[6]

## Spomenici i znamenitosti
- Župna crkva Gospe od Ružarija u Ražancu izgrađena u XIV. stoljeću; 1646. godine razrušena zbog turskih pohoda te obnovljena 1670. godine

- Ražanačka utvrda – Kaštelina; gradnja utvrde započela 1507. za obranu od Turaka

- Crkva sv. Andrije (Jadrije): spominje se 1458. godine - između današnjih Rudića i Garića

- Crkvica Gospe od Zdravlja (1680.)
- lokalitet Opatija
- Ostatci utvrde Castrum Liube
- Tumul Matakova glavica
- Tumul Duševićeva glavica
- Tumul Jokina glavica
- Bazilika u Podvršju
- Župna crkva Gospe od Zdravlja u Radovinu
- Crkva svetog Petra (Radovin)
- Crkve svete Marcele i Svete Marije(Dio utvrde Castrum Liube)
- Crkva svetog Ivana Krstitelja-Glavosijeka (Ljubački Stanovi)

- Župna crkva svetog Martina u Ljupču

## Obrazovanje
- Osnovna škola "Juraj Baraković" Ražanac: pri školi djeluje 5 područnih škola. Nalaze se u susjednim mjestima; Radovin (svih 8 razreda) Jovići, Kneza, Ljubač i Rtina (u ovim školama nastava je organizirana do četvrtog razreda, nakon toga učenici idu u Ražanac) 2016.godine otvoren je Dječji vrtić Ražanac u koji pohađaju djece od jasličke do predškolske dobi.

## Kultura
U Ražancu djeluje Kulturno umjetnička udruga "Fortuna" koje njeguje pjesme i ples s područja Ražanca.
Ražanačko kolo je jedan od najsvjetlijih bisera hrvatskog folklora.
Također djeluju i KUD Sv. Šime – Rtina i KUD Radovin.Radovinsko orcanje uvršteno je na UNESCO-ovu listu nematerijalne kulturne baštine čime je zaštićeno jedno od najstarijih oblika višeglasja ojkanja. Orcanje je ostatak prastarog ilirskog i prailirskog pjevanja s područja antičke Dalmacije očuvano kroz aktivnosti KUD-a Radovin.

## Šport
Tijekom ljeta u Ražancu se organiziraju malonogometni turniri. U Mjesnoj knjižnici Ražanac Udruga Ritam već dugi niz godina organizira treninge plesa za djevojčice i aerobik za žene.Također se u sklopu OŠ Jurja Barakovića održavaju treninzi nogometa za dječake i treninzi odbojke za djevojčice.